# DFW Tornados
Dallas-Fort Worth Tornados, mais conhecido como DFW Tornados, foi uma agremiação esportiva da cidade de Dallas, Texas.  Disputava a Premier Development League.

## História
Fundado em 1986, o clube recebeu durante a sua história diversos nomes. Entre 1986 e 1987 se chamava Garland Genesis. Em 1987 muda para Addison Arrows. em 1989 se transfere de Garland, Texas e passou a se chamar North Texas United. Em novembro de 1990 passa a se chamar Fort Worth Kickers. Se chamou Dallas Kickers entre 1991 e 1992. Foi renomeado para Dallas Americans em 1992. Entre 1992 e 1996 se chamou Dallas/Fort Worth Toros. Se chamou ainda Dallas Toros, Texas Toros, Texas Rattlers e Texas Spurs, até que recebeu o nome de DFW Tornados, uma homenagem ao Dallas Tornado, time que disputou a NASL entre 1967 e 1981.

## Estatísticas

### Participações
|  | Participações em 2018 |

| Competição     | Competição               | Temporadas | Melhor campanha            | Estreia | Última | P | R |
| Estados Unidos | Lamar Hunt U.S. Open Cup | 4          | Segunda Fase (2000 e 2004) | 2000    | 2010   |   | – |